# Жуань Ї
Жуань Ї (17 липня 1981) — китайська плавчиня.
Учасниця Олімпійських Ігор 2000 року. Бронзова медалістка Чемпіонату світу з водних видів спорту 2001 року в естафеті 4×100 метрів комплексом.